# Europese weg 61
De Europese weg 61 of E61 is een Europese weg die loopt van Villach in Oostenrijk naar Rijeka in Kroatië.

## Algemeen
De Europese weg 61 is een Klasse A Noord-Zuid-verbindingsweg en verbindt het Oostenrijkse Villach met het Kroatische Rijeka en komt hiermee op een afstand van ongeveer 240 kilometer. De route is door de UNECE als volgt vastgelegd: Villach - Karawankentunnel - Naklo - Ljubljana - Triëst - Rijeka.